# Liosbel Hernández
Liosbel Lázaro Hernández Lazaga, född 17 december 1983, är en kubansk roddare.
Hernández tävlade för Kuba vid olympiska sommarspelen 2016 i Rio de Janeiro, där han tillsammans med Raúl Hernández slutade på 18:e plats i lättvikts-dubbelsculler.